# AACN Advanced Critical Care
AACN Advanced Critical Care es una revista de enfermería revisada por pares y una publicación oficial de la Asociación Estadounidense de Enfermeras de Cuidados Críticos. Está destinado a "médicos con experiencia en cuidados críticos y cuidados intensivos junto a la cama, enfermeras de práctica avanzada y educadores clínicos y académicos". 
Es la fusión de AACN Clinical Issues: práctica avanzada en cuidados intensivos y agudos (1990-2006) y AACN Clinical Issues (1994-2006), anteriormente conocida como AACN Clinical Issues in Critical Care Nursing (1990-1994). La actual editora en jefe es Mary Fran Tracy.

## Indexación y resúmenes
La revista está indexada y resumida en: Academic Search, CINAHL, PubMed y Scopus. 